# Vincenzo Gemito
Vincenzo Gemito (Nàpols, 16 de juliol 1852 - 1 de març 1929) va ser un escultor, dissenyador i orfebre italià. Va ser considerat pels seus contemporanis a la vegada com un geni i un boig, però les obres es tenen en gran estima per galeries i col·leccionistes internacionals.
Tot i haver treballat en diversos estudis d'artistes famosos a Nàpols, Roma i París, es considera en gran manera autodidacta, i aquest fet s'atribueix a la seva capacitat de produir tant obres originals, i ser capaç de substituir el sentimentalisme del seu temps amb un contundent  realisme.